# 陈海平 (外交官)
陈海平（？—），男，中华人民共和国外交官，现任中华人民共和国驻清迈总领事。

## 生平
陈海平曾任外交部驻香港特派员公署政研室参赞衔副主任、公署国际部参赞衔主任、外交部香港澳门台湾事务司参赞。2019年，任外交部香港澳门台湾事务司副司长。2023年11月，出任中华人民共和国驻清迈总领事。